# Tschechoslowakische Fußballnationalmannschaft/Europameisterschaften
Der Artikel beinhaltet eine ausführliche Darstellung der tschechoslowakischen Fußballnationalmannschaft die von 1959 bis 1980 für die Tschechoslowakei bei Europameisterschaften bzw. bis 1992 zu den Qualifikationen dazu antrat. Die Tschechoslowakei konnte sich dreimal für die Endrunde der Europameisterschaft qualifizieren, erreichte einmal das Finale und konnte es 1976 mit dem ersten Elfmeterschießen einer EM-Endrunde gewinnen. Nach der Aufspaltung der Tschechoslowakei in zwei unabhängige Staaten trat die tschechische Nationalmannschaft ihre Nachfolge an und nahm erstmals an der Qualifikation für die EM 1996 teil, wo sie sich auf Anhieb und danach immer qualifizieren konnte. Die Erfolge der Mannschaft der Tschechoslowakei werden von der UEFA nun Tschechien zugerechnet. Die Slowakei konnte sich dagegen bisher nicht qualifizieren.

## Übersicht
Die tschechoslowakische Fußballnationalmannschaft nahm dreimal an der Endrunde der Europameisterschaft der Nationalmannschaften teil, wobei immer mindestens Platz 3 erreicht wurde. Als größter Erfolg gilt der Gewinn des Titels 1976 im Endspiel gegen Deutschland. Sechsmal konnte sich die Mannschaft nicht für die Endrunde der besten vier bzw. acht Mannschaften qualifizieren.
| Jahr | Gastgeberland  | Teilnahme bis …    | Letzte(r) Gegner | Ergebnis      | Trainer         | Bemerkungen und Besonderheiten                                                                                           |
| ---- | -------------- | ------------------ | ---------------- | ------------- | --------------- | --- |
| 1960 | Frankreich     | Spiel um Platz 3   | Frankreich       | Dritter       | Rudolf Vytlačil | |
| 1964 | Spanien        | nicht qualifiziert |                  |               |                 | In der Vorrunde an der DDR gescheitert, die sich auch nicht für die Endrunde qualifizieren konnte.                       |
| 1968 | Italien        | nicht qualifiziert |                  |               |                 | In der Qualifikation an Titelverteidiger Spanien gescheitert, der sich auch nicht für die Endrunde qualifizieren konnte. |
| 1972 | Belgien        | nicht qualifiziert |                  |               |                 | In der Qualifikation an Rumänien gescheitert, das sich auch nicht für die Endrunde qualifizieren konnte.                 |
| 1976 | Jugoslawien    | Finale             | Deutschland      | Europameister | Václav Ježek    | Sieg im Elfmeterschießen; einziger Titelgewinn.                                                                          |
| 1980 | Italien        | Spiel um Platz 3   | Italien          | Dritter       | Jozef Vengloš   | Sieg im Elfmeterschießen                                                                                                 |
| 1984 | Frankreich     | nicht qualifiziert |                  |               |                 | In der Qualifikation an Rumänien gescheitert.                                                                            |
| 1988 | BR Deutschland | nicht qualifiziert |                  |               |                 | In der Qualifikation an Dänemark gescheitert.                                                                            |
| 1992 | Schweden       | nicht qualifiziert |                  |               |                 | In der Qualifikation an Frankreich gescheitert.                                                                          |

### EM 1960
An der ersten Fußball-Europameisterschaft 1960, die noch als „Europapokal der Nationen“ ausgetragen wurde, nahm auch die Tschechoslowakei teil und musste dazu in der einzigen Vorrundenpaarung gegen Irland antreten. Vor der Qualifikation wurde Rudolf Vytlačil alleinverantwortlicher Nationaltrainer. Sein erstes Spiel war das Hinspiel der Vorrunde, das am 5. April 1959 in Dublin mit 0:2 verloren wurde. Da das Rückspiel am 10. Mai 1959 in Bratislava mit 4:0 gewonnen wurde, wobei Torhüter Imrich Stacho bereits in der vierten Minute das 1:0 per Elfmeter erzielte, erreichte die Mannschaft die eigentliche Qualifikation. Im Achtelfinale war dann Dänemark der Gegner und nach einem 2:2 in Kopenhagen wurde das Rückspiel in Brünn mit 5:1 gewonnen. Damit stand die Tschechoslowakei im Viertelfinale. Dort trafen sie auf Rumänien und mit zwei Siegen ohne Gegentor wurde die Endrunde erreicht, die in Frankreich ausgetragen wurde.
Am 6. Juli 1960 fand in Marseille das erste EM-Endrundenspiel der Tschechoslowakei statt und mit 0:3 verlor die Mannschaft gegen die Fußballnationalmannschaft der UdSSR. Im anschließenden Spiel um Platz 3 gegen Gastgeber Frankreich wurde dann aber mit 2:0 gewonnen. Halbfinalgegner UdSSR besiegte dann im Endspiel die Jugoslawen und wurde erster Europapokalsieger der Nationen.

### EM 1964
Vier Jahre später wollten schon mehr Mannschaften als 1960 teilnehmen. Daher wurde dem Achtelfinale eine Vorrunde mit noch mehr Mannschaften vorgeschaltet. Die Tschechoslowakei, die bei der WM 1962 immerhin das Finale erreicht hatte, musste in der Vorrunde gegen die DDR antreten. Nach einem 1:2 in Ost-Berlin reichte das 1:1 im Rückspiel nicht, um das Achtelfinale zu erreichen, in dem die DDR an Ungarn scheiterte. Im Juni 1963 endete die Amtszeit von Vytlačil, der dann die Olympiamannschaft trainierte, mit der er 1964 in Tokio die Silbermedaille errang. Sein Nachfolger als Nationaltrainer wurde Václav Jíra, dem aber in sieben Spielen nur ein Sieg gelang und der nach zwei verlorenen Spielen in der Qualifikation für die WM 1966 seinen Posten verlor, den Jozef Marko übernahm.

### EM 1968
Für die Fußball-Europameisterschaft 1968 wurden in der Qualifikation erstmals Gruppenspiele angesetzt. Die Tschechoslowakei musste gegen Titelverteidiger Spanien, Irland und die Türkei antreten. Die Tschechoslowakei begann die Qualifikation erst, nachdem die anderen drei Mannschaften schon drei Spiele bestritten hatten, konnte dann aber ihre ersten drei Spiele gewinnen, darunter mit 1:0 gegen Spanien. Das Rückspiel in Spanien wurde dann aber verloren. Selbst nach einem 0:0 in der Türkei bestand noch die Hoffnung, sich durch einen Punkt gegen Irland im letzten Spiel für das Viertelfinale zu qualifizieren, da die Spanier in den anderen Auswärtsspielen nur zu torlosen Remis gekommen waren. Die Mannschaft ging in Prag auch in der 58. Minute durch ein Eigentor des Iren John Dempsey mit 1:0 in Führung, musste aber nur fünf Minuten später den Ausgleich hinnehmen, der aber noch verkraftet werden konnte. In der 86. Minute konnten die Iren aber durch einen verwandelten Elfmeter das Spiel gewinnen. Damit fehlte am Ende der eine Punkt, den Iren nützte der Sieg aber auch nichts mehr. Spanien scheiterte dann im Viertelfinale an Weltmeister England. Jozef Marko blieb zunächst im Amt und führte die Tschechoslowaken zur WM 1970, schied dort aber in der Gruppenphase in einer Todesgruppe mit Titelverteidiger England und dem späteren Weltmeister Brasilien aus.

### EM 1972
Für die EM-Endrunde 1972 konnte sich die Tschechoslowakei dann auch nicht qualifizieren. In einer Gruppe mit Rumänien, Wales und Finnland wurde punktgleich mit den Rumänen aber der schlechteren Tordifferenz wieder nur der zweite Platz belegt. In die Qualifikation wurden sie von Antonín Rýgr geführt, der aber nach dem 1:1 im ersten Heimspiel gegen Finnland von Ladislav Novák und Ladislav Kačáni abgelöst wurde. Diesem gelang zwar, mit vier Siegen die Mannschaft wieder auf Kurs zu bringen, durch eine 1:2-Niederlage in Rumänien im letzten Spiel wurde aber die Qualifikation verpasst und Rumänien Gruppensieger. Die Rumänen scheiterten dann im Viertelfinale an Ungarn, die dafür nach zwei Unentschieden aber ein Entscheidungsspiel auf neutralem Platz benötigten.

### EM 1976

Startaufstellungen im Finale 1976

1976 wurde die Endrunde letztmals mit vier Mannschaften ausgetragen. Die Tschechoslowakei musste sich dazu in der Gruppenphase gegen England, Portugal und Zypern qualifizieren. Die Tschechoslowakei, die seit 1972 von Václav Ježek trainiert wurde, verlor das erste Spiel in England mit 0:3, konnte dann aber drei Spiele gewinnen, u. a. das Rückspiel gegen England. Nach einem 1:1 in Portugal reichte ein 3:0 in Zypern, um Platz 1 zu belegen, da England und Portugal sich zweimal remis trennten. Im Viertelfinale war dann die UdSSR der Gegner. Nach einem 2:0 in Bratislava konnte das 2:2 im Rückspiel verkraftet werden, um die Endrunde zu erreichen.
Die Endrunde wurde in Jugoslawien ausgetragen und im Halbfinale traf die Mannschaft auf den favorisierten Vizeweltmeister Niederlande, der noch mit acht Spielern des WM-Finales antrat. Die Tschechoslowakei ging aber durch Anton Ondruš in der 19. Minute mit 1:0 in Führung. Ab der 60. Minute musste die Mannschaft aber in Unterzahl spielen, da Jaroslav Pollák die Rote Karte erhalten hatte und in der 73. Minute unterlief Ondruš ein Eigentor. Drei Minuten später wurde aber auch Johan Neeskens in die Kabine geschickt. Da keine weiteren Tore fielen, kam es zur Verlängerung. In dieser gelang dann Zdeněk Nehoda in der 114. Minute das 2:1 und in Überzahl – Wim van Hanegem hatte eine Minute später ebenfalls rot gesehen – gelang František Veselý noch das 3:1. Damit stand die Mannschaft im Finale und traf auf Weltmeister Deutschland, der noch mit sechs Spielern aus dem WM-Finale antrat und für den Franz Beckenbauer sein 100. Länderspiel bestritt. Diesmal gingen die Tschechoslowaken bereits in der 8. Minute durch Ján Švehlík in Führung und in der 25. Minute erhöhte Karol Dobiaš auf 2:0. Aber bereits drei Minuten später gelang Dieter Müller mit seinem vierten Turniertor – mit seinen ersten drei hatte er Deutschland überhaupt erst ins Finale gebracht – der Anschlusstreffer. Danach blieben die Angriffsbemühungen beider Mannschaften zunächst erfolglos und erst in der letzten Spielminute gelang Bernd Hölzenbein der Ausgleich. In der anschließenden Verlängerung fielen dann keine weiteren Tore, so dass es zum ersten Elfmeterschießen der EM-Geschichte kam. Hier waren die ersten vier Tschechoslowaken und die ersten drei Deutschen erfolgreich. Dann schoss Uli Hoeneß über das Tor. Als letzter Spieler der Tschechoslowaken versetzte dann Antonín Panenka den deutschen Torhüter Sepp Maier durch den nach ihm benannten „Panenka-Heber“, womit die Mannschaft Europameister wurde.

### EM 1980
Die Fußball-Europameisterschaft 1980 wurde erstmals mit acht Mannschaften ausgetragen und erstmals stand der Gastgeber vorab fest, so dass er sich nicht qualifizieren musste. Als Ausrichter hatten sich die Bundesrepublik Deutschland, England, Griechenland, Italien, die Niederlande und die Schweiz ins Spiel gebracht. Am 19. Oktober 1977 teilte die UEFA mit, das England oder Italien die EM ausrichten sollten und am 12. November 1977 wurde Italien als Ausrichter bekannt gegeben. Die Tschechoslowaken mussten, da der Titelverteidiger anders als bei Weltmeisterschaften nicht automatisch qualifiziert war, in der Qualifikation gegen Frankreich, Schweden und Luxemburg antreten. Die Tschechoslowaken wurden seit September 1978 von Jozef Vengloš trainiert, gewannen fünf Spiele und verloren nur in Frankreich. Da sich Franzosen und Schweden im ersten Spiel 1:1 getrennt hatten, wurden die Tschechoslowaken Gruppensieger. Damit waren sie für die Endrunde qualifiziert, da es kein Viertelfinale mehr gab.
Im Eröffnungsspiel der Endrunde kam es zur Revanche für die Nacht von Belgrad. Die Tschechoslowaken traten noch mit 10 Spielern aus dem siegreichen 76er Kader an, bei den Deutschen war dagegen nur noch Bernard Dietz aus dem 76er-Kader dabei und er führte die Mannschaft als Kapitän auf das Feld. Dennoch hatten die Deutschen nun das bessere Ende für sich und durch ein Tor von Karl-Heinz Rummenigge gewannen sie mit 1:0. Das zweite Gruppenspiel gegen EM-Neuling Griechenland wurde dann mit 3:1 gewonnen. Im letzten Gruppenspiel gegen die Niederländer, bei denen nur noch vier Spieler des 74er-WM-Finales zum Einsatz kamen, mussten sie somit gewinnen und gleichzeitig auf einen Sieg der Griechen im Spiel gegen Deutschland hoffen, um noch das Finale zu erreichen. Da beide Spiele unentschieden endeten, wurde Deutschland Gruppensieger und die Tschechoslowaken Gruppenzweiter. Weil es bei dieser EM keine Halbfinalspiele gab, blieb den Tschechoslowaken nur das Spiel um Platz 3 gegen Gastgeber Italien, während Deutschland als zweite Mannschaft zum dritten Mal im Finale stand und dieses dann gegen Belgien mit 2:1 gewann. Tschechoslowaken und Italiener erzielten in einem lustlosen Spiel je ein Tor, so dass erneut das Elfmeterschießen entscheiden musste. Hier waren die ersten fünf Spieler beider Mannschaften erfolgreich, so dass anschließend abwechselnd so lange geschossen wurde, bis ein Spieler nicht traf. Erst der neunte Italiener scheiterte an Torhüter Jaroslav Netolička, während Jozef Barmoš als neunter Schütze der Tschechoslowaken erfolgreich war. Damit wurden die Tschechoslowaken durch das längste Elfmeterschießen der EM-Geschichte Dritter. Bei den folgenden Endrunden wurde dann auf das Spiel um Platz 3 verzichtet, da dies auch nur eine geringe Zuschauerresonanz hatte. Aber auch für die Tschechoslowakei endete damit die EM-Endrundengeschichte, denn fortan gelang nie wieder die Qualifikation.

### EM 1984
In der Qualifikation für die EM 1984 in Frankreich musste die Tschechoslowakei in Gruppe 5 gegen Rumänien, Schweden, Weltmeister Italien und Zypern antreten. Nach dem Aus in der Gruppenphase der WM 1982 hatte František Havránek das Amt des Nationaltrainers übernommen. Überraschend setzte sich Rumänien als Gruppensieger vor Schweden durch, die Tschechoslowaken konnten immerhin noch den Weltmeister auf Platz 4 verweisen. Verspielt wurde die Qualifikation im letzten Heimspiel gegen Rumänien, das mit mindestens einem Tor Unterschied gewonnen werden musste, aber 1:1 endete. Rumänien scheiterte dann bei der Endrunde in der Gruppenphase, teilte das Schicksal aber mit Titelverteidiger Deutschland.

### EM 1988
Die Qualifikation für die EM in Deutschland lief ebenfalls erfolglos für die Tschechoslowakei. Im September 1984 hatte Josef Masopust die Mannschaft übernommen. Er hatte zwar die Qualifikation für die WM 1986 verpasst, erhielt aber für die EM-Qualifikation eine weitere Chance. In einer Gruppe mit Dänemark, Wales und Finnland wurde der zweite Platz belegt. Entscheidend war dabei eine 0:3-Niederlage in Finnland, das ansonsten kein Spiel gewinnen konnte. Mit der verpassten Qualifikation endete dann die Amtszeit von Josef Masopust, sein Nachfolger wurde einer seiner Vorgänger – Jozef Vengloš, der die Mannschaft zur WM 1990 führte und dort erst im Viertelfinale gegen den späteren Weltmeister Deutschland ausschied. Gruppensieger Dänemark kam dann bei der Endrunde in der Bundesrepublik Deutschland nicht über die Gruppenphase hinaus.

### EM 1992
In die Qualifikation für die EM 1992 ging die Mannschaft unter Milan Máčala, der nach der WM 1990 das Amt des Nationaltrainers übernommen hatte. Die Tschechoslowaken trafen auf Frankreich, Spanien, Island sowie Albanien. Hinter den Franzosen, die alle acht Spiele gewannen, reichte es wieder nur zum zweiten Platz. Frankreich scheiterte dann bei der Endrunde überraschend an den Dänen, die erst kurz vor der EM für die ausgeschlossenen Jugoslawen aufgrund von UN-Sanktionen als Folge der Jugoslawienkriege nachnominiert worden waren und dann auch überraschend im Finale gegen Weltmeister Deutschland gewannen. Máčala blieb zunächst im Amt, er wurde aber nach einem schlechten Start in die Qualifikation für die WM 1994 entlassen und durch Václav Ježek ersetzt, der das Ruder aber nur bedingt herumreißen konnte. Denn obwohl unter ihm kein Spiel verloren wurde, reichte es am Ende nicht für die WM-Qualifikation. Danach traten Tschechen und Slowaken mit getrennten Mannschaften zur Qualifikation für die EM 1996 an.

## Spieler mit den meisten Einsätzen bei Europameisterschaften

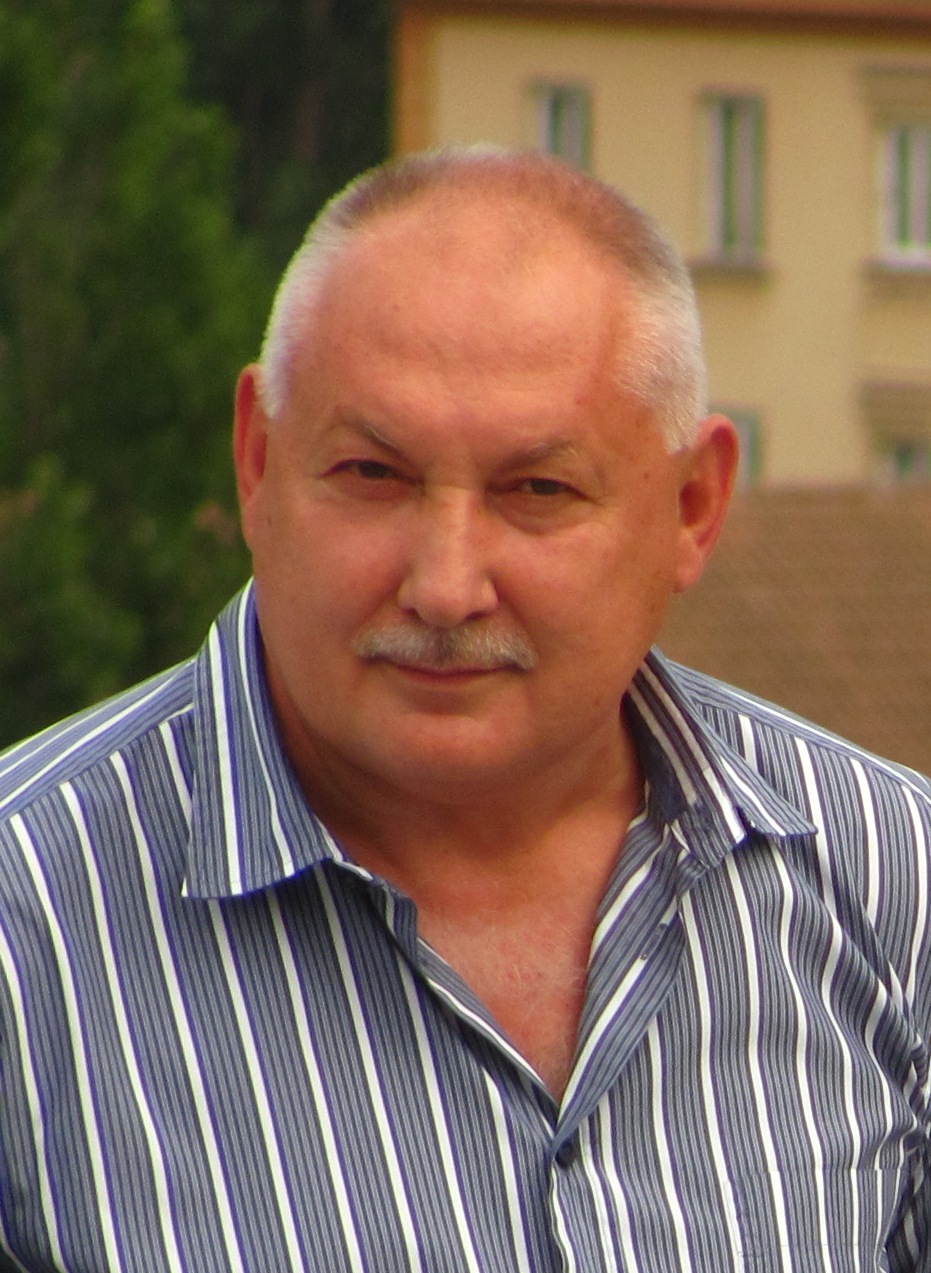
Zdeněk Nehoda (2012), tschechoslowakischer Spieler mit den meisten EM-Toren

| Spiele | Spieler            | Jahr (Spiele)      |
| ------ | ------------------ | ------------------ |
| 6      | Koloman Gögh       | 1976 (2), 1980 (4) |
|        | Marián Masný       | 1976 (2), 1980 (4) |
|        | Zdeněk Nehoda      | 1976 (2), 1980 (4) |
|        | Anton Ondruš       | 1976 (2), 1980 (4) |
|        | Antonín Panenka    | 1976 (2), 1980 (4) |
| 5      | Ladislav Jurkemik  | 1976 (2), 1980 (3) |
| 4      | František Šafránek | 1976 (2), 1980 (2) |
|        | Jozef Barmoš       | 1976 (0), 1980 (4) |
|        | Ladislav Vízek     | 1980 (4)           |
|        | Ján Kozák          | 1980 (4)           |
| 3      | 2 Spieler          |                    |
| 2      | 16 Spieler         |                    |
| 1      | 8 Spieler          |                    |

Stand: 1. Juli 2012

## Spieler mit den meisten Toren bei Europameisterschaften
| Tore | Spieler       | Jahr (Tore)        |
| ---- | ------------- | ------------------ |
| 3    | Zdeněk Nehoda | 1976 (1), 1980 (2) |
| 1    | 7 Spieler     |                    |

Stand: 1. Juli 2012

## Bei Europameisterschaften gesperrte Spieler
- 1976 erhielt Jaroslav Pollák im Halbfinale die Rote Karte und war für das Finale gesperrt. Karol Dobiaš erhielt im Finale die zweite Gelbe Karte, die aber keinen Effekt hatte.

## Anteil der im Ausland spielenden Spieler im EM-Kader
Keine.

## Rekorde
- Die häufigsten Paarungen: Tschechoslowakei/Tschechien – Deutschland (5 Spiele, 2× im Finale, 3× in der Vorrunde), Deutschland – Niederlande (5 Spiele, 1× im Halbfinale, 4× in der Vorrunde), Italien – Spanien (5 Spiele, 1× im Finale, 1× im Viertelfinale, 3× in der Vorrunde)
- Die torreichsten Finale: 4 Tore: Tschechoslowakei – Deutschland 2:2 n. V. (1976), Spanien – Italien 4:0 (2012)
- Die meisten gewonnenen Elfmeterschießen: Tschechoslowakei/Tschechien (3 von 3) und Spanien (3 von 4)
- Die meisten Elfmeter wurden im Elfmeterschießen des Spiels Tschechoslowakei – Italien (EM 1980, Spiel um Platz 3) verwandelt. 17 mal waren die Torschützen erfolgreich, mit einer Quote von 94,4 %.

### Negativrekorde
- Erstes Eigentor: Anton Ondruš am 16. Juni 1976 im Halbfinalspiel Tschechoslowakei – Niederlande zum zwischenzeitlichen 1:1 (Endstand 3:1)
- Die höchsten Halbfinalniederlagen: Tschechoslowakei gegen UdSSR (1960), Dänemark gegen UdSSR (1964) und Russland gegen Spanien (2008) alle 0:3
- Meiste Platzverweise: 3 im Halbfinalspiel 1976 Tschechoslowakei – Niederlande – Jaroslav Pollák (60.), Johan Neeskens (76.), Willem van Hanegem (115.)

## Bilanz gegen die anderen Europameister bei Europameisterschaften
- Deutschland: 5 Spiele (davon 2 Finale), 1 Sieg, 1 Remis (im Elfmeterschießen gewonnen), 3 Niederlagen (2) 5:8 Tore
- Niederlande: 4 Spiele, 2 Siege (1), 1 Remis, 1 Niederlage, 7:5 Tore
- Frankreich: 3 Spiele, 2 Siege (1), 1 Niederlage, 3:2 Tore
- Griechenland: 3 Spiele, 2 Siege (1), 1 Niederlage, 5:3 Tore
- UdSSR/Russland: 3 Spiele, 1 Remis, 2 Niederlagen (1), 4:10 Tore
- Italien: 2 Spiele, 1 Sieg, 1 Remis (im Elfmeterschießen gewonnen) 3:2 Tore
- Dänemark: 2 Spiele, 2 Siege, 5:0 Tore
- Spanien: 0 Spiele

Anmerkung: Spiele der tschechischen Mannschaft sind kursiv oder in Klammern angegeben.

## Spiele
Die Tschechoslowakei bestritt acht EM-Spiele, davon wurden drei gewonnen, zwei wurden verloren und drei endeten remis. Drei Spiele mussten verlängert werden. Davon wurde eins durch zwei Tore gewonnen und zwei durch Elfmeterschießen gewonnen.
Die Tschechoslowakei bestritt zweimal das erste bzw. Eröffnungsspiel, spielte zudem zweimal gegen den Gastgeber. Die Tschechoslowakei spielte zweimal gegen den späteren Europameister. Einmal wurde gegen den amtierenden Weltmeister, der gleichzeitig Titelverteidiger war gespielt. Häufigste Gegner sind Deutschland und die Niederlande mit je zwei Spielen.
Gegen kein Land gelang der höchste Sieg bei einem EM-Turnier und nur gegen die UdSSR gab es die höchste Niederlage in einem EM-Spiel, dem allerersten EM-Endrundenspiel. Darüber hinaus gab es aber noch eine 0:3-Niederlage gegen die UdSSR in einem Freundschaftsspiel.
| Alle EM-Spiele |            |                |                     |                  |                |                 |                                                    |
| Nr.            | Datum      | Ergebnis       | Gegner              |                  | Austragungsort | Anlass          | Bemerkungen                                        |
| 1              | 06.07.1960 | Sowjetunion    | 0:3                 | Halbfinale       | *              | Marseille (FRA) |                                                    |
| 2              | 09.07.1960 | Frankreich     | 2:0                 | Spiel um Platz 3 | A              | Marseille (FRA) |                                                    |
| 3              | 16.06.1976 | Niederlande    | 3:1 n. V.           | Halbfinale       | *              | Zagreb (YUG)    |                                                    |
| 4              | 20.06.1976 | BR Deutschland | 2:2 n. V. 5:3 i. E. | Finale           | *              | Belgrad (YUG)   | Erstes Elfmeterschießen bei einer EM, erster Titel |
| 5              | 11.06.1980 | BR Deutschland | 0:1                 | Eröffnungsspiel  | *              | Rom (ITA)       |                                                    |
| 6              | 14.06.1980 | Griechenland   | 3:1                 | Gruppenspiel     | *              | Rom (ITA)       |                                                    |
| 7              | 17.06.1980 | Niederlande    | 1:1                 | Gruppenspiel     | *              | Mailand (ITA)   |                                                    |
| 8              | 21.06.1980 | Italien        | 1:1 n. V. 9:8 i. E. | Spiel um Platz 3 | A              | Neapel (ITA)    | Letztes Spiel um Platz 3 bei einer EM              |